# Sacura
Sacura é um gênero de anthias da subfamília anthiinae e da família serranidae. A espécime mais famosa desse gênero é o sakuradai (S. margaretacea). O gênero Sacura foi oficialmente descrito por Jordan e Richardson em 1910, seu sinônimo antigo era Anthias. A origem do nome Sacura vem do japonês Sakura, que significa cereja.

## Espécies
- Sacura boulengeri (Heemstra, 1973)
- Sacura margaritacea (Hilgendorf, 1879)
- Sacura parva Heemstra & J. E. Randall, 1979
- Sacura sanguinea Motomura, Yoshida & Vilasri, 2017 [3]
- Sacura speciosa Heemstra & J. E. Randall, 1979

## Sinônimo em Meganthias natalensis
O anthias-gigante (Meganthias natalensis) foi uma espécie que teve em um de seus sinônimos de Sacura.

## Galeria

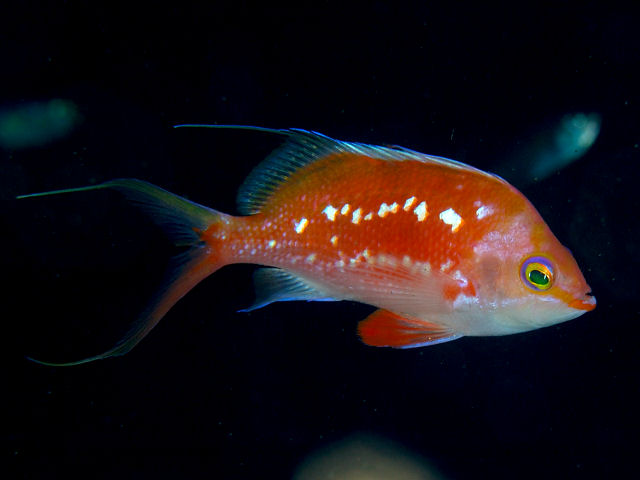
Sakuradai (Sacura. margaritacea)
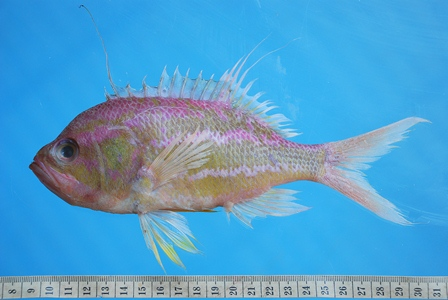
Anthias-de-Boulenger (Sacura boulengeri)